# コンスタンティン・ジョストフ
コンスタンティン・ジョストフ（Константин Жостов；1867年9月30日 - 1916年8月30日）は、ブルガリアの軍人。少将。第一次世界大戦時、ニコラ・ジェコフ将軍の側近であり、軍の指導を担当した。
ガイタニノヴォ村（現在のブラゴエヴグラト州ハジディモヴォ自治体）出身。1885年のセルビア・ブルガリア戦争時、学生軍団の義勇兵として従軍。1887年、ソフィアの軍事学校で教育を受け、参謀本部で勤務。1897年、ウィーンの高等砲兵課程を修了し、同年、第3砲兵連隊の中隊長、1901年、砲兵監察部要塞砲主任、1905年、監察部の戦列班長を歴任する。1905年から駐ウィーン、ペテルブルク、パリ駐在武官。1907年から参謀本部。1910年から第3砲兵連隊長。1912年3月から予備役将校学校長。
1912年～1913年の第一次バルカン戦争時、ラトコ・ドミトリエフ将軍（Radko Dimitriev）の第3軍の参謀長。1913年、ロンドン交渉のブルガリア代表団に加わる。1913年の第二次バルカン戦争時、第7リラ歩兵師団第1旅団を指揮。
1915年4月から第7師団長。ブルガリアの第一次世界大戦参戦と共に、1915年10月、軍参謀長に任命され、セルビア及びマケドニアでの軍事行動計画の立案を指導した。